# 이현주 (축구 선수)
이현주(2003년 2월 7일~)는 대한민국의 축구 선수로 포지션은 미드필더이다. 현재 프리메이라리가의 아로카 소속으로 활동하고 있다.

## 구단 경력

### 초기 경력
이현주는 안산시의 유소년 클럽 트리머스 FC에 입단해 자신의 축구 경력을 시작하였으며, 2016년부터 2021년까지 포항 스틸러스 유소년 팀 산하의 포항제철중학교, 포항제철고등학교를 거쳤다.

### 바이에른 뮌헨 II
2022년 1월, 포항 스틸러스에서 독일의 명문 클럽 바이에른 뮌헨으로 1년 반 임대 이적하였다. 이 계약에는 영구 이적 옵션이 포함됐다. 2022년 8월, 임대 기간 동안 2군 바이에른 뮌헨 II에서 인상적인 활약을 펼친 이현주는 구단이 옵션을 실행해 2025년까지 계약을 체결하였다.
2023년 7월 7일, 2. 분데스리가의 SV 베헨 비스바덴으로 한 시즌 임대되었다.

## 국가대표팀 경력
대한민국 U-14, 대한민국 U-17 대표팀을 거친 이현주는 2022년 9월, 2024년 하계 올림픽을 준비하기 위해 대한민국 U-23 대표팀에 소집되었다.
2024년 11월 4일 대한민국 축구 국가대표팀의 감독 홍명보에 의해 처음으로 성인 국가대표팀에 발탁되었다. 이후 11월 14일 쿠웨이트와의 월드컵 3차 예선 경기에서 이재성의 교체 선수로 경기에 출전하여 국제 A매치에 데뷔했다.

## 개인사
이현주는 입단 인터뷰에서 요주아 키미히와 동갑인 자말 무시알라를 우상으로 꼽았다. 그러나 다른 인터뷰에서 키미히가 배울 점이 많은 선수지만 당시 떨려 우상이라고 잘못 말했고 실제 우상은 무시알라라고 밝혔다.